# Arboricornus aterrima
Arboricornus aterrima là một loài bướm đêm trong họ Noctuidae.